# 莫伦哈屯
莫伦哈屯（?—?），又称一克哈屯，16世纪蒙古右翼土默特部領主之妻。
莫伦哈屯是俺答汗之父巴尔斯博罗特的第三哈屯（夫人）。正德十四年（1519年），巴尔斯博罗特去世后，按蒙古之俗，被俺答汗收娶，生子铁背台吉。铁背台吉死后，她想要用一百个童子和一百只骆驼崽殉葬，当杀到第四十个幼儿时，由于民众和一些贵族的强烈反对，暴行被迫中止。万历十三年（1585年），索南嘉措至归化（今内蒙古自治区呼和浩特市），将她的遗骨火化，以神化方式谴责了她的杀生之罪，从此废止蒙古以人畜殉葬之俗。